# Mirko Žlender
Mirko Žlender, slovenski politik, pravnik, odvetnik, gospodarstvenik, diplomat, predsednik skupščine občine Maribor in član mestnega sveta, * 21. oktober 1924, Mala Nedelja, † ?. ?. 2005, Maribor.

## Življenjepis
Rodil se je v Mali Nedelji. Osnovno šolo je obiskoval v Sv. Tomažu pri Ormožu, gimnazijo pa na Ptuju. V času okupacije ni dobil dovoljenja za študij, zato je služboval pri železnici na Dunaju. Kot simpatizerja narodnoosvobodilnega gibanja so ga leta 1942 zaprli. V zaporu je ostal do konca vojne
Po osvoboditvi je vpisal študij prava na Univerzi v Ljubljani. Kot odvetnik je služboval v Mariboru od leta 1954 do 1962.
Leta 1972 se je zaposlil v Tovarni avtomobilov Maribor.
Umrl je v Mariboru.

## Družbeno delovanje
Leta 1960 je postal član podkomisije za ustanovitev Višje pravne šole v Mariboru. Pomagal je postaviti temelje za razvoj visokega šolstva v Mariboru in kasneje Univerze v Mariboru.
Leta 1962 je bil izvoljen za predsednika Skupščine občine Maribor Center, ene od štirih občin, na katere je bil Maribor takrat razdeljen. Leta 1965 je za dve leti odšel v Ljubljano v slovenski Izvršni svet.
Mirko Žlender je leta 1967 postal predsednik skupščine občine Maribor. Dolžnost je opravljal dva mandata, do leta 1972. Po njegovi zaslugi je bil sedež slovenskega elektrogospodarstva preseljen v Maribor, kar je bila velika obogatitev in pridobitev mesto in regijo. Navezal je stike z mestom Greenwich v Združenem kraljestvu in Marburg v Nemčiji.
Po odstopu s položaja predsednika Skupščine občine se je 1972 zaposlil v Tovarni avtomobilov Maribor, ki jo je vodil 6 let, nato? je bil izvoljen v Zbor delegatov? zvezne skupščine.
Svojo poklicno pot je zaključil v diplomaciji, kot ministrski svetnik na veleposlaništvu SFRJ v Bonnu (1988).
V skupščinskem sistemu je začel delovati leta 1952 in deloval brez  prekinitve do leta 1974. Leta 1994 je bil izvoljen za člana Mestnega sveta Mestne občine Maribor. Leta 1998 je bil izvoljen ponovno. V več mandatih je bil predsednik statutarno-pravne komisije Mestnega sveta Mestne občine Maribor.
Leta 2004 je prejel zlati grb mesta Maribor za zasluge, dosežene pri dolgoletnem delu na področju gospodarstva ter drugih področjih družbenega življenja in dela ter osebni prispevek k ugledu mesta, ker je s svojim 52-letnim aktivnim delom veliko prispeval za Maribor in širši slovenski prostor. V utemeljitvi so zapisali, da je »Mirko Žlender ... človek, ki svoja spoznanja gradi na argumentih. Poznamo ga kot strpnega sogovornika in politika.«